# Mongolosaurus
Mongolosaurus là một chi khủng long, được Gilmore mô tả khoa học năm 1933.